# Francis Quarles
Francis Quarles, né le 8 mai 1592 – mort le 8 septembre 1644, est un poète anglais surtout connu pour ses livres d'emblèmes intitulés Emblems.

## Carrière
Né à Romford, dans le comté d'Essex (de nos jours borough londonien d'Havering), Quarles y est baptisé le 8 mai 1592. Il fait remonter son ascendance à une famille installée en Angleterre avant la conquête normande de l'Angleterre avec une longue histoire au service royal. Son grand-père, George Quarles, était vérificateur de Henri VIII et son père, James Quarles, occupe plusieurs fonctions sous Élisabeth Ire et Jacques Ier, ce qui lui vaut d'être récompensé avec un domaine appelé Stewards à Romford. Sa mère, Joan Dalton, est la fille et héritière d'Eldred Dalton de Mores Place, Hadham. Il y a huit enfants dans la famille. L'aîné, Sir Robert Quarles, est anobli par Jacques Ier en 1608 et un autre, John Quarles, devient aussi poète.
Francis entre au Christ's College de l'université de Cambridge en 1608 et par la suite au Lincoln's Inn. Il est fait échanson de la princesse Élisabeth en 1613, réside à l'étranger pendant quelques années et avant 1629 est nommé secrétaire de James Ussher, primat d'Irlande.
Vers 1633 il retourne en Angleterre et passe les deux années suivantes à préparer ses Emblems. En 1639, il est nommé chronologue de la ville, poste dans lequel Ben Jonson et Thomas Middleton l'ont précédé. Au début de la première Révolution anglaise il prend le parti des Cavaliers et rédige trois pamphlets en 1644 pour soutenir la cause du roi. Il a été rapporté que sa maison a été fouillée et ses papiers détruits par le parti des parlementaires à la suite de ces publications.
Quarles épouse Ursula Woodgate en 1618 dont il a dix-huit enfants. Son fils John Quarles (1624–1665), exilé dans les Flandres en raison de ses sympathies royalistes, est l'auteur de Fons Lachrymarum (1648) et autres poèmes. Charles Henry Langston (en) et John Mercer Langston, descendants de Quarles, sont des abolitionnistes américains qui ont milité au XIXe siècle pour une plus grande liberté et le droit de vote pour les Afro-Américains. Langston Hughes, petit fils de Charles Henry Langston (et descendant de Quarles), est un célèbre auteur et poète durant la Renaissance de Harlem.
L'œuvre pour laquelle Quarles est surtout connu, les Emblems, est publiée à l'origine en 1634 avec des illustrations grotesques gravées par William Marshall et autres. Les quarante-cinq estampes dans les trois derniers livres sont empruntées à des dessins de Boëtius à Bolswert pour le Pia Desideria (Anvers, 1624) de Herman Hugo. Chaque emblem consiste en une paraphrase d'un passage de l'Écriture exprimée dans un langage fleuri et métaphorique, suivi par des passages des Pères de l'Église et se conclut avec une épigramme de quatre vers.
Les Emblems sont très populaires auprès des gens du commun mais les critiques des XVIIe et XVIIIe siècles n'ont pas pitié de Quarles. John Suckling dans ses Sessions of the Poets y fait allusion de façon irrespectueuse comme « that makes God speak so big in's poetry. » Pope dans les Dunciad mentionne les Emblems, « Where the pictures for the page atone And Quarles is saved by beauties not his own. »

## Œuvres

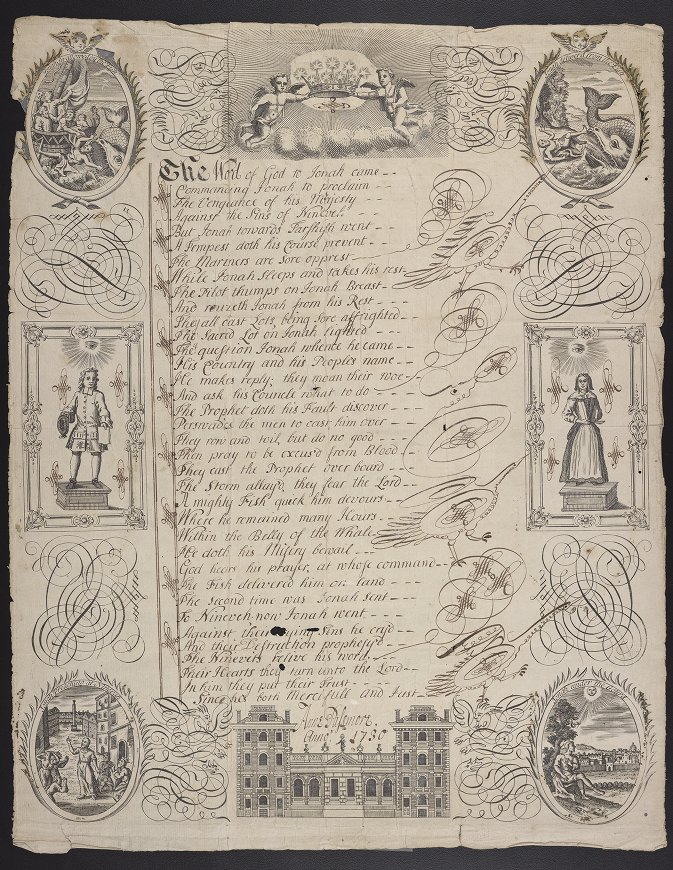
Page manuscrite de l'étudiante Anne Passmore montrant l'histoire biblique de Jonas représentée en images et poésie ; les quatre premiers vers sont extraits de la dispute de Francis Quarles qui commence son poème A Feast for Wormes.

| Delight In God Only (Plaisir En Dieu Seulement) I love the earth - she is my Maker's creature, She is my mother for she gave me birth. She is my tender nurse - she gives me food. But what is a creature, Lord, compared with Thee? Or what is my mother or my nurse to me? I love the air - her dainty sweets refresh My drooping soul and to new sweets invite me. But what is the air or all the sweets that she Can bless my soul withal, compared to Thee? I love the sea - she is my fellow-creature, My careful purveyor - she provides me store. She walls me round, she makes my diet greater, She wafts my treasure from a foreign shore. But, Lord of oceans, when compared with Thee, What is the ocean or her wealth to me? To heaven's high city I direct my journey, Whose spangled suburbs entertain mine eye. Mine eye, by contemplation's great attorney, Transcends the crystal pavement of the sky. But what is heaven, great God, compared to Thee? Without Thy presence – heaven is no heaven to me. | Without Thy presence – the earth gives no reflection. Without Thy presence – the sea affords no treasure. Without Thy presence – the air is a rank infection. Without Thy presence – the heaven is itself no pleasure. If not possessed, if not enjoyed in Thee, What is earth or sea or air or heaven to me? Without Thy presence - wealth is bags of cares, Wisdom - but folly, joy – disquiet, sadness. Friendship is treason and delights are snares, Pleasures - but pain and mirth – pleasing madness. Without Thee, Lord, things be not what they be, Nor have their being when compared with Thee. In having all things and not Thee - what have I? Not having Thee - what have my labours got? Let me enjoy but Thee – what further crave I? And having Thee alone - what have I not? I wish nor sea, nor land, nor would I be Possessed of heaven, [if] heaven [is] unpossessed of Thee! |  |

(Du poème de Francis Quarles "Delight In God Only" ("Plaisir En Dieu Seulement"))
Parmi les œuvres de Quarles figurent :
- 1620 : A Feast for Wormes. Set forth in a Poeme of the History of Jonah, qui contient d'autres paraphrases bibliques en plus de celle qui donne son titre Hadassa; or the History of Queene Ester
- 1624 : Job Militant, with Meditations Divine and Moral
- 1624 : Sions Elegies, wept by Jeremie the Prophet
- 1624 : Sions Sonets sung by Solomon the King, paraphrase des cantiques
- 1625 : Alphabet of Elegies upon ... Dr Aylmer
- 1629 : Argalus and Parthenia, dont le sujet est emprunté au Arcadia de Philip Sidney
- 1631 : The Historic of Samson
- 1632 : quatre livres de Divine Fancies digested into Epigrams, Meditations and Observations
- 1633 : réédition de ses paraphrases bibliques et d'Alphabet of Elegies as Divine Poems
- 1638 : Hieroglyphikes of the Life of Man
- 1639 : Memorials Upon the Death of Sir Robert Quarles, Knight, en l'honneur de son frère
- 1640-1641 : Enchyridion, containing Institutions Divine and Moral, collection de quatre siècles d'aphorismes divers
- 1642 : Observations concerning Princes and States upon Peace and Warre
- 1644-1646 : Boanerges and Barnabas--Wine and Oyle for ... afflicted Soules, collection de divers réflexions
- 1644 : trois violents tracts royalistes , The Loyal Convert, The Whipper Whipt et The New Distemper, republiés en un volume en 1645 sous le titre The Profest Royalist
- sa querelle avec le Times et quelques élégies
- 1645 : Solomon's Recantation ..., avec un mémoire de sa veuve
- 1646 : The Shepheards' Oracles
- 1646 : seconde partie de Boanerges et Barnabas
- 1647 : A Direfull Anathema against Peace-haters
- 1649 : The Virgin Widow

Une édition des Emblems (Édimbourg, 1857), est agrémentée de nouvelles illustrations par CH Bennett et WA Rogers. Elles sont reproduites dans l'édition complète (1874) de Quarles incluse dans le Chertsey Worthies Library de Alexander Balloch Grosart (en) qui fournit un mémoire d'introduction et une appréciation de la valeur de Quarles en tant que poète.